# Галтели
Галтели (итал. Galtellì) је насеље у Италији у округу Нуоро, региону Сардинија.
Према процени из 2011. у насељу је живело 2266 становника. Насеље се налази на надморској висини од 19 м.

## Становништво
| 1936. | 1951. | 1961. | 1971. | 1981. | 1991. | 2001. | 2011. |
| ----- | ----- | ----- | ----- | ----- | ----- | ----- | ----- |
| 1.350 | 1.879 | 2.096 | 2.177 | 2.290 | 2.299 | 2.344 | 2.472 |